# Haliophasma macrurum
Haliophasma macrurum är en kräftdjursart som först beskrevs av Barnard 1914.  Haliophasma macrurum ingår i släktet Haliophasma och familjen Anthuridae. Inga underarter finns listade i Catalogue of Life.